# Craterocephalus eyresii
Craterocephalus eyresii és una espècie de peix pertanyent a la família dels aterínids.

## Descripció
- Pot arribar a fer 10 cm de llargària màxima.[3][4]

## Reproducció
Té lloc del gener al març i, també, durant les inundacions.

## Alimentació
Menja microcrustacis.

## Depredadors
És important en la dieta de moltes aus aquàtiques (com ara, agrons, corbs marins i pelicans).

## Hàbitat
És un peix d'aigua dolça i salabrosa, bentopelàgic i de clima temperat (24 °C-30 °C; 23°S-36°S), el qual habita les aigües tèrboles i netes de pantans, fonts, llacs salats i d'aigua dolça, pous artificials, estanys, rius, rierols i llacunes. Cerca refugi en forats i pous d'aigua semipermanents durant les sequeres.

## Distribució geogràfica
Es troba a Austràlia: la conca del llac Eyre (Austràlia Meridional).

## Observacions
És inofensiu per als humans.